# Powiat Kawakami
Powiat Kawakami (jap. 川上郡 Kawakami-gun) – powiat w Japonii, w prefekturze Hokkaido, w podprefekturze Kushiro. W 2024 roku liczył 13 465 mieszkańców.

## Miejscowości
- Shibecha
- Teshikaga